# 沈坤荣
沈坤荣（1963年8月—），南京大学教授，研究方向为资本市场、企业战略等，著有《全面建成小康社会的实践诠释新发展理念》、《中国经济的转型与增长——1978～2008年的经验研究》等书。任中华人民共和国教育部2011年度“长江学者”特聘教授。